# Johnnie Ray
John Alvin Ray (Hopewell, Oregón, 10 de enero de 1927 - Los Ángeles, California, 24 de febrero de 1990) fue un cantante, compositor y pianista estadounidense. Popular durante la década de 1950, Ray ha sido citado por los críticos como uno de los principales precursores de lo que se convertiría en el rock and roll, por sus influencias con el jazz y el blues y por su animada personalidad.

## Biografía

### Comienzos
A los 13 años se quedó sordo del oído derecho realizando una actividad con los Boy Scouts. Participaba en la "blanket toss", una especie de cama elástica, cuando por accidente quedó traumatizado el oído interno. Posteriormente, Ray tuvo que usar un audífono. Mucho más tarde, en 1958, una cirugía realizada en Nueva York lo dejó casi completamente sordo de ambos oídos, a pesar de ayudarse de audífonos.

### Carrera
Debutó a los 15 años en un concurso en Portland, Oregón. En 1951 se traslada a Detroit, donde comenzó a llamar la atención con sus actuaciones en el Flame Showbar, un club nocturno de R & B de la ciudad. Inspirado por el ritmo de cantantes como Kay Starr, LaVern Baker y Ivory Joe Hunter, Ray desarrolló un estilo inconfundible basado en el ritmo, que se describe como la alternancia entre el pre-rock, R & B y un pop más clásico que el enfoque convencional.
Su primer disco, Whiskey y Gin, grabado en 1951 con OKeh Records, fue un éxito menor. Sin embargo, al año siguiente, pasaría a dominar las listas con un sencillo cuyos temas Cry y The Little White Cloud That Cried alcanzaron gran éxito y del que se vendieron más de dos millones de copias. Ray supo conectar con los adolescentes y se convirtió rápidamente en uno de sus ídolos.
Durante su carrera alcanzaría muchos más éxitos, entre ellos Please Mr. Sun, Such a Night, Walkin' My Baby Back Home, A Sinner Am I, y Yes Tonight Josephine.  Su último gran éxito fue Just Walkin' in the Rain, en 1956, aunque un año más tarde su tema You Don't Owe Me a Thing alcanzaría el número 10 en las listas de éxitos.

## Discografía parcial
| 1951 - "Cry" (con The Four Lads), Columbia 30th St Studio, NYC, 16 de octubre de 1951; Mundell Lowe (g) Ed Safranski (b) Ed Shaughnessy (d) Buddy Reed (p) - "Give Me Time" (con The Four Lads) - "(Here Am I) Brokenhearted" (con The Four Lads) - "The Little White Cloud That Cried", Columbia 30th St Studio, NYC, 15 de octubre de 1951; Mundell Lowe (g) Ed Safranski (b) Ed Shaughnessy (d) Stan Freeman (p) Lucky Thompson (sax) - "She Didn't Say Nothin' At All" - "Tell The Lady I Said Goodbye" - "Whiskey And Gin" 1952 - "All of Me" - "A Sinner Am I" - "Candy Lips" (con Doris Day) - "Coffee and Cigarettes (Think It Over)" (con The Four Lads) - "Don't Blame Me" - "Faith Can Move Mountains" (con The Four Lads) - "Let's Walk That-A-Way" (con Doris Day) - "Mountains in the Moonlight" - "Out in the Cold Again" - "Please Mr. Sun" (con The Four Lads) - "The Lady Drinks Champagne" - "Walkin' My Baby Back Home" 1953 - "Full Time Job" (con Doris Day) - "Ma Says, Pa Says" (con Doris Day) - "Somebody Stole My Gal" 1954 - "Alexander's Ragtime Band" - "As Time Goes By" - "Going-Going-Gone" - "Hernando's Hideaway" - "Hey There" - "If You Believe" - "Such a Night" 1955 - "Flip Flop and Fly" - "I've Got So Many Million Years" - "Paths of Paradise" - "Song of the Dreamer" | 1956 - "Ain't Misbehavin'" - "Everyday I Have The Blues" - "How Long How Long Blues" - "I Want To Be Loved" - "I'll Never Be Free" - "I'm Gonna Move To the Outskirts of Town" - "Just Walkin' in the Rain" - "Lotus Blossom" - "Sent For You Yesterday" - "Shake a Hand" - "Who's Sorry Now?" 1957 - "Build Your Love (On a Strong Foundation)" - "Good Evening Friends" (con Frankie Laine) - "Look Homeward Angel" - "Should I?" - "Soliloquy Of a Fool" - "Street Of Memories" - "Up Above My Head" (con Frankie Laine) - "You Don't Owe Me a Thing" - "Yes Tonight Josephine" 1958 - "I'm Beginning to See the Light" - "I'm Confessin'" - "The Lonely Ones" - "Up Until Now" 1959 - "Cool Water" - "Empty Saddles" - "I'll Never Fall in Love Again" - "It's All in the Game" - "Red River Valley" - "Twilight On the Trail" - "Wagon Wheels" - "When It's Springtime in the Rockies" 1960 - "I'll Make You Mine" 1961 - "Lookout Chattanooga" |

## Filmografía

### Cine
| Año  | Película                               | Papel          | Notas                   |
| ---- | -------------------------------------- | -------------- | ----------------------- |
| 1954 | There's No Business Like Show Business | Steve Donahue  |                         |
| 1955 | General Electric Theater               | Johnny Pulaski | Episodio "The Big Shot" |
| 1955 | Shower of Stars                        | A sí mismo     | Episodio "That's Life"  |
| 1968 | Rogues' Gallery                        | A sí mismo     |                         |

### Televisión
| Año       | Película                                           | Papel                 | Notas                                        |
| --------- | -------------------------------------------------- | --------------------- | -------------------------------------------- |
| 1953      | The Jack Benny Program                             | A sí mismo            | Episodio "Johnnie Ray Show"                  |
| 1953-1959 | Toast of the Town                                  | A sí mismo            | 7 episodios, 1953-1959                       |
| 1954      | The Colgate Comedy Hour                            | A sí mismo - cantante | Episodio 1                                   |
| 1956      | The Jimmy Durante Show                             | A sí mismo - cantante | como Johnny Ray                              |
| 1956      | Val Parnell's Sunday Night at the London Palladium | A sí mismo - cantante | 2 episodios, 1955-1960                       |
| 1956      | Shower of Stars                                    | A sí mismo            |                                              |
| 1956      | Frankie Laine Time                                 | A sí mismo            |                                              |
| 1957      | The Jackie Gleason Show                            | A sí mismo            |                                              |
| 1957      | What's My Line?                                    | A sí mismo            | 2 episodios, 1955, 1957                      |
| 1959      | Johnnie Ray Sings                                  | A sí mismo - cantante | Especial                                     |
| 1963      | Bandstand                                          | A sí mismo            |                                              |
| 1968      | The Hollywood Palace                               | A sí mismo - cantante |                                              |
| 1968      | The Joey Bishop Show                               | A sí mismo            | Episodio fechado el 25 de enero de 1968      |
| 1968      | Frost on Sunday                                    | A sí mismo            | Episodio fechado el 8 de diciembre de 1968   |
| 1970      | The Andy Williams Show                             | A sí mismo            | Episodio fechado el 10 de octubre de 1970    |
| 1972-1973 | The Tonight Show Starring Johnny Carson            | A sí mismo            | 3 episodios                                  |
| 1977      | American Bandstand's 25th Anniversary              | A sí mismo            |                                              |
| 1977      | Fall In, the Stars                                 | A sí mismo            |                                              |
| 1977      | The Merv Griffin Show                              | A sí mismo            | Episodio fechado el 21 de septiembre de 1977 |
| 1979      | Juke Box Saturday Night                            | A sí mismo            | (1979)                                       |
| 1979-1980 | CHiPs                                              | A sí mismo            | 2 episodios                                  |